# Dům Pavlov
Dům Pavlov, označován též jako hotel Pavlov či lázeňský hotel Pavlov, původního názvu Kaiser Wilhelm nebo Wilhelmshof, stojí v Karlových Varech v ulici I. P. Pavlova 71/9. Byl postaven ve stylu romantického historismu v letech 1898–1899.

## Historie
V roce 1871 si nechal u řeky Teplé a tehdejší Wintrovy zahrady (dnešní Dvořákovy sady) postavit svůj dům Josef Fischer. Projekt vypracoval karlovarský stavitel Georg Fülla. V letech 1898–1899 byl dům adaptován a v této souvislosti bylo přistaveno třetí patro. Tehdy dostal objekt svoji dnešní podobu. Kdo byl autorem projektu rekonstrukce není známo.
Po druhé světové válce byl dům znárodněn a po příštích čtyřicet let sloužil Výzkumnému ústavu balneologickému.
V současnosti (leden 2021) je dům evidován jako objekt občanské vybavenosti ve vlastnictví společnosti Bristol Group s. r. o.

## Popis

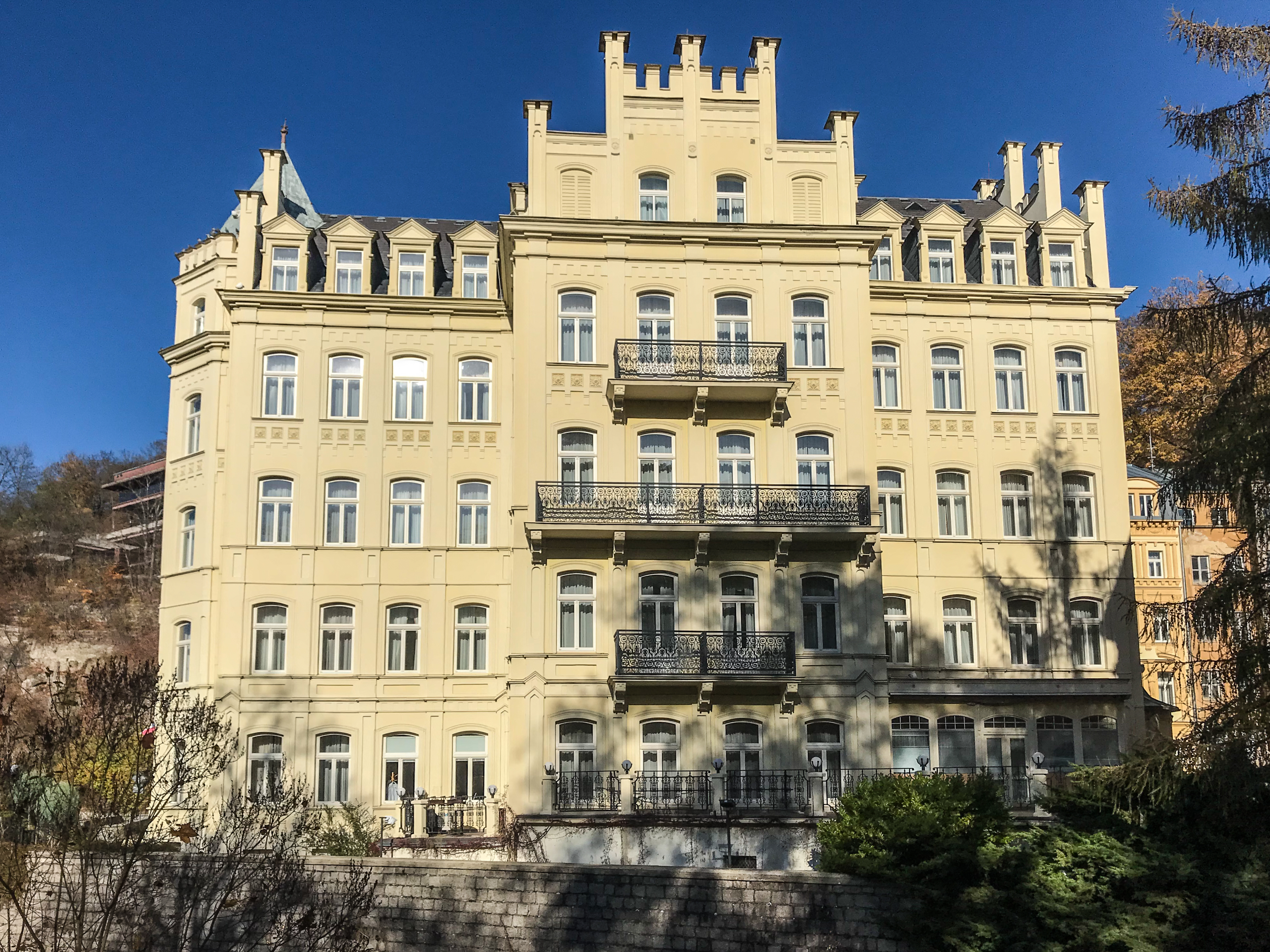
Jižní průčelí budovy, foto od Dvořákových sadů, listopad 2020

Dům č. p. 71 stojí v ulici I. P. Pavlova 9. Je postaven ve stylu romantického historismu s použitím novogotických prvků a detailů (okosení nároží, zubaté konzolové římsy). Jedná se o jeden z nejromantičtějších domů v Karlových Varech.
V době rekonstrukce v letech 1898–1899 byla k bočnímu štítovému průčelí přistavěna mohutná polygonální věž s cimbuřím a jehlancovou střechou. Cimbuřím byly ukončeny i štíty jednotlivých křídel. Klasicizující tón fasád dodávají lizény a žaluziové okenice.